# Lagerfugenbewehrung
Die Lagerfugenbewehrung sind Stahlgitter oder Stahldrahtgeflechte, welche mit dem Mauerwerk verbaut werden, um zum einen bewehrtes Mauerwerk herzustellen oder um generell Risse im Mauerwerk, vor allem über Öffnungen, zu verhindern. Die Drähte, welche korrosionsbeständig oder korrosionsgeschützt sind, können gerippt oder profiliert sein. Bei Steckmetallgittern ist der Draht aus korrosionsgeschütztem Bandstahl. Genormt ist die Lagerfugenbewehrung in der EN 845-3.